# Denis Sassou-Nguesso

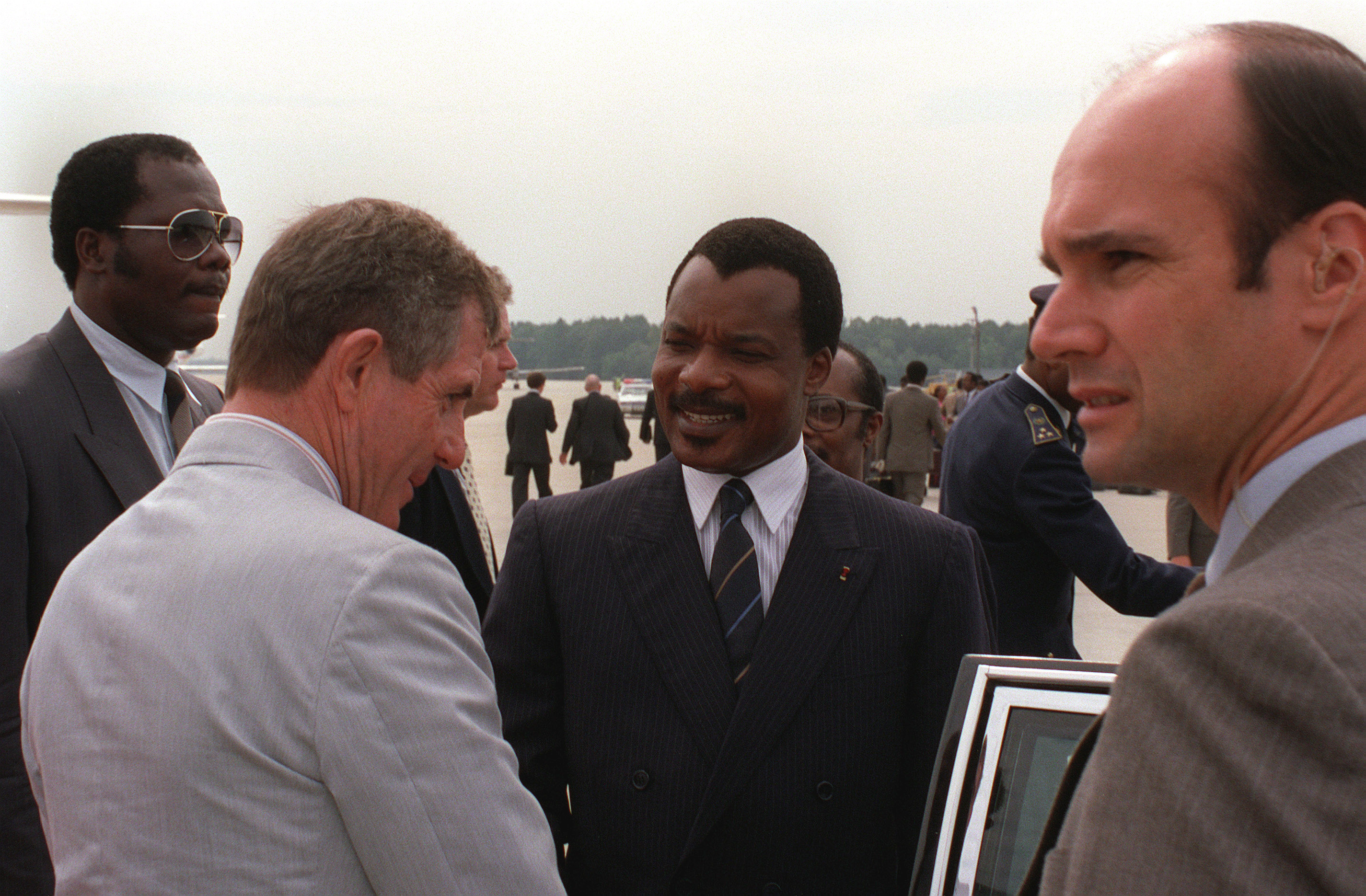
Denis Sassou-Nguesso under ett besök i USA 1986.

Denis Sassou-Nguesso, född 23 november 1943 i Edou, Cuvette, Kongo-Brazzaville (i dåvarande Franska Ekvatorialafrika), är Kongo-Brazzavilles president sedan 1997. Han var även landets president 1979–1992.
Efter östblockets fall och sedan flerpartisystem införts förlorade Sassou-Nguesso presidentvalet 1992 till Pascal Lissouba. Efter en tid i exil i Frankrike återvände Sassou-Nguesso till landet och vann presidentvalen 1997 och 2002, det sistnämnda året som kandidat för Förenade demokratiska styrkorna (FDU) och Kongolesiska arbetarpartiet (PCT). År 2006–2007 tjänstgjorde han som ordförande för Afrikanska unionen.